# Гарь (станция)
Гарь — железнодорожная станция Кировского региона Горьковской железной дороги. Расположена в посёлке Гарь Верхнекамского района Кировской области.
Станция осуществляет посадку и высадку пассажиров на поезда местного и пригородного сообщений, а также приём и выдачу повагонных и мелких отправок на подъездных путях.

## История
В 1929 году Совет труда и обороны СССР принял решение о строительстве железной дороги Яр — Фосфоритная. Новая дорога должна была соединить транспортным сообщением северные месторождения фосфоритов и металлургические заводы Верхней Вятки с Транссибирской магистралью. Стройка осуществлялась «Уралжелдорстроем» и считалась ударной. Движение по дороге открыли уже в начале 1930-х годов, а в постоянную эксплуатацию железная дорога была принята в 1940 году. В составе этой линии был открыт разъезд Гарь. Официальным годом открытия считается 1951.

## Описание
Станция расположена на 138 километре однопутной неэлектрифицированной железнодорожной линии Яр — Лесная между станциями Пещёра и Кирс. Находится на восточной окраине посёлка Гарь. Станция насчитывает 4 пути и 2 пассажирских платформы. Первая платформа является боковой и расположена вдоль западной стороны станции. Вторая платформа — островного типа; располагается между 3 и 4 путём. Переход с одной платформы на другую возможен по наземному настилу, проложенному через первый, второй и третий пути.
От чётной горловины станции Гарь отходит подъездной путь на гравийный карьер.

## Пригородное следование по станции
Пассажирские перевозки по станции Гарь обслуживает Волго-Вятская пригородная пассажирская компания (ВВППК). Поезда следуют на север до посёлков Рудничный и Светлополянск, на юг — до посёлка Яр (Удмуртия) и города Киров.